# Smile (álbum de L'Arc~en~Ciel)
Smile é o nono álbum de estúdio da banda japonesa L'Arc~en~Ciel, lançado em 31 de março de 2004. Foi o primeiro álbum após o hiato da banda. O álbum estreou na 2ª posição no Oricon, vendendo 378.748 cópias na primeira semana, e permaneceu na parada por 18 semanas. Também foi o primeiro álbum lançado nos Estados Unidos, pela Tofu Records, com todos os títulos de músicas em japonês traduzidos para o inglês. A música "Ready Steady Go" foi usada como segundo tema de abertura do anime Fullmetal Alchemist.

## Faixas
Todas as letras escritas por hyde, exceto a faixa 3, escrita por ken, e a faixa 5, escrita por tetsu.
| N.º            | Título                                              | Música         | Duração |  |
| 1.             | "Kuchizuke (接吻, Beijo)"                           | ken            | 4:25    |  |
| 2.             | "Ready Steady Go"                                   | tetsu          | 3:45    |  |
| 3.             | "Lover Boy"                                         | ken            | 4:45    |  |
| 4.             | "Feeling Fine"                                      | ken            | 4:17    |  |
| 5.             | "Time Goes On"                                      | tetsu          | 4:44    |  |
| 6.             | "Coming Closer"                                     | ken            | 5:14    |  |
| 7.             | "Eien (永遠, Para Sempre)"                          | hyde           | 4:39    |  |
| 8.             | "Revelation"                                        | yukihiro       | 3:18    |  |
| 9.             | "Hitomi no Jūnin (瞳の住人, Vivendo em Seus Olhos)" | tetsu          | 5:55    |  |
| 10.            | "Spirit dreams inside"                              | hyde           | 3:47    |  |
| 11.            | "Ready Steady Go* (hydeless Version)"               | tetsu          | 3:47    |  |
| Duração total: | Duração total:                                      | Duração total: | 44:42   |  |

* apenas na versão dos EUA

## Créditos
- hyde – vocais, violão na faixa 10
- ken – guitarra, backing vocals, teclados nas faixas 1, 2, 4, 5, 6, 7, 9 e 10, guitarra havaiana na faixa 10
- tetsu – baixo, backing vocals, teclados nas faixas 2, 5 e 9, solo de guitarra na faixa 5
- yukihiro – bateria, percussão, backing vocals, percussão de metal na faixa 3
- Hajime Okano – teclados nas faixas 2, 4, 5, 9 e 10, backing vocals na faixa 8[2]
- Hiroaki Sugawara – teclados na faixa 6, sintetizador na faixa 10
- Asuka Kaneko – cordas na faixa 6[2]
- Jack Danger – backing vocals na faixa 8
- Hal-Oh Togashi – piano